# Fulvia Mammi
Fulvia Mammi (Genoa, 25 de mayo de 1927 - Bolonia, 4 de junio de 2006) fue una actriz italiana y de voz.

## Vida y carrera
Nació en Roma, Mammi asistió a la Silvio D'Amico National Academy of Dramatic Art e hizo su debut en el teatro con Peccato che sia una sgualdrina. Principalmente activa en el teatro, actuó junto a Giorgio Strehler, André Barsacq, Giuseppe Patroni Griffi entre otros. Entre finales de los '40 e inicios de los '60 también fue activa en el cine, jugando roles de mujeres frágiles y sensibles. Era también activa como actriz de voz y de doblaje. Fulvia murió el 4 de junio de 2006 en Bologna a sus 79 años.

## Filmografía
- Guarany (1948)
- Fifa e arena (1948)

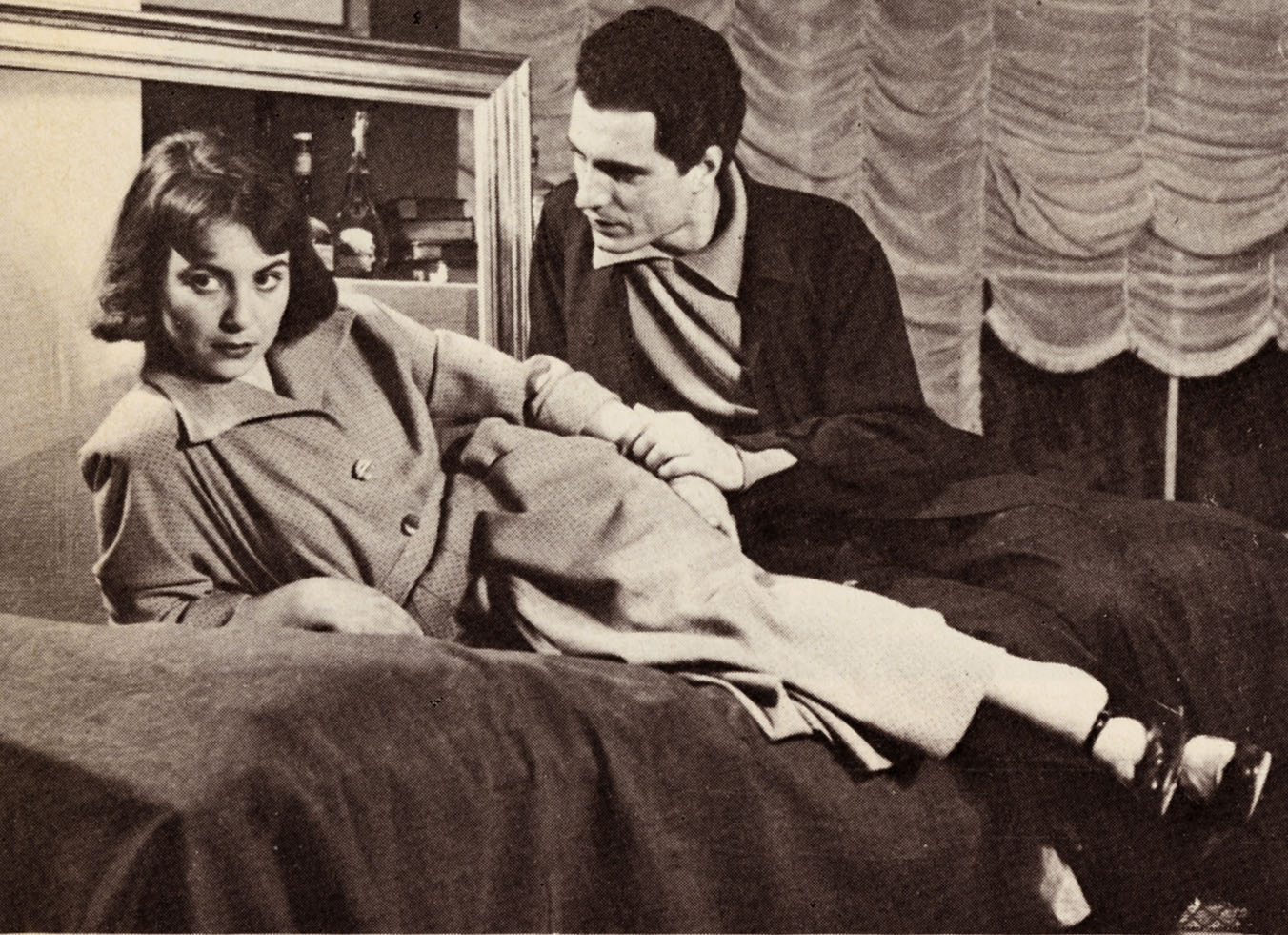
Fulvia Mammi y Nino Manfredi en teatro (1947)

- La fiamma che non si spegne (1949)
- Contro la legge (1950)
- I cadetti di Guascogna (1950)
- Il sigillo rosso (1950)
- Totò terzo uomo (1951)
- La regina di Saba (1952)
- Rosso e nero (1954)
- Il bell'Antonio (1960)
- I terribili 7 (1963)

## Televisión
- Tessa la ninfa fedele (1957)
- La Pisana (1960)
- Il conte di Montecristo (1966)